# Plainview (Arkansas)
Plainview è un centro abitato (city) degli Stati Uniti d'America della contea di Yell nello Stato dell'Arkansas.
La popolazione era di 755 persone al censimento del 2000.

## Geografia fisica
Plainview è situata a 34°59′22″N 93°17′52″W (34.989554, -93.297826).
Secondo lo United States Census Bureau, ha un'area totale di 1,4 miglia quadrate (3,6 km²).

## Società

### Evoluzione demografica
Secondo il censimento del 2000, c'erano 755 persone.

### Etnie e minoranze straniere
Secondo il censimento del 2000, la composizione etnica della città era formata dal 92,85% di bianchi, lo 0,13% di afroamericani, lo 0,53% di nativi americani, il 6,36% di altre razze, e lo 0,13% di due o più etnie. Ispanici o latinos di qualunque razza erano il 6,36% della popolazione.